# Izawa Takushi

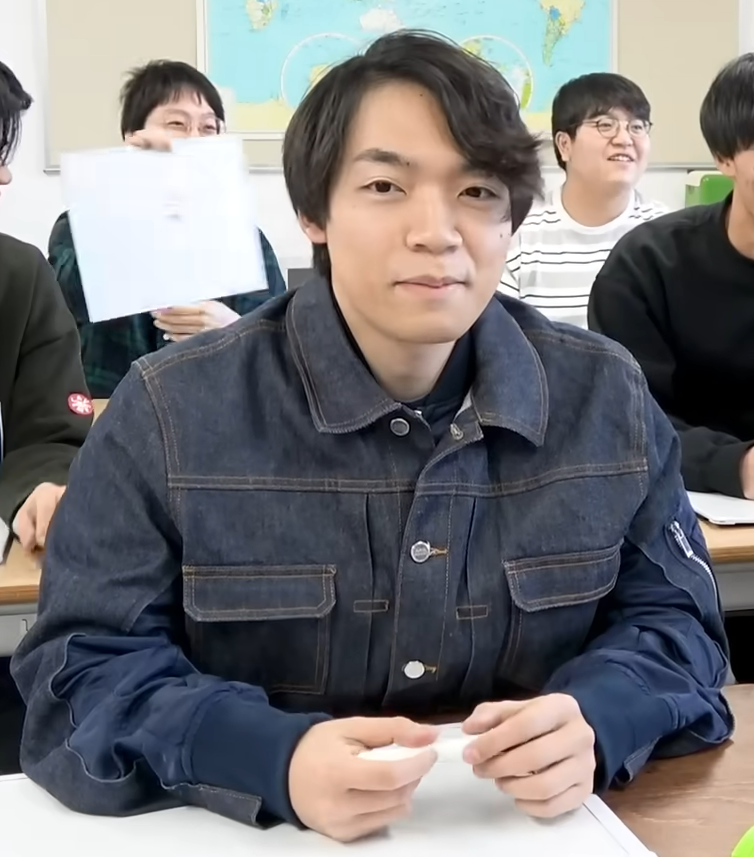
Takushi Izawa 2023

Izawa Takushi (japanisch 伊沢 拓司, geb. 16. Mai 1994) ist ein japanischer Quizspieler, YouTuber, Unternehmer und eine Fernseh-Persönlichkeit. Er ist der Gründer der YouTube-Gruppe QuizKnock. Er gilt als „Quiz King of Tokyo University“ (japanisch 東大出身のクイズ王, Tōdai shusshin no kuizu-ō), kurz: Quiz King.

## Leben
Izawa wurde in der Präfektur Saitama geboren, zog später in die Präfektur Ibaraki und war Einzelkind in einem Haushalt mit zwei Einkommen. Sein Vater ist Takashi Izawa, ein ehemaliger Büroangestellter bei der Yomeishu Seizo Manufacturing Company. Sein Vater vermittelte ihm die Freude am Lesen. In der Grundschule interessierte er sich für Fußball und recherchierte zu verschiedenen Themen, unter anderem zu den Teilnehmern an des Weltcup. Er sagte, dies sei das erste Mal gewesen, dass er „Spaß am Sammeln von Wissen“ („fun in gathering knowledge“) entdeckt habe. Er machte seinen Abschluss an der Kaisei Highschool in Tokio, wo er 2010 und 2011 als erster Mensch die Solo-Division der All Japan High School Quiz Championship zweimal hintereinander gewann. Er schrieb sich an der Fakultät für Wirtschaftswissenschaften der Universität Tokio ein, wo er Mitglied des Quiz-Clubs der Universität wurde. Er versuchte, sich für einen Master-Studiengang in Wirtschaftswissenschaften einzuschreiben, wurde jedoch abgelehnt und wechselte stattdessen an die Fakultät für Landwirtschaft.
Am 2. Oktober 2016 gründete er mit seinen Clubkollegen an der Universität Tokio die Medien- und YouTube-Gruppe QuizKnock und wurde deren Chefredakteur. Die Gruppe begann damit Online-Quizzes zu erstellen. In einem Interview mit The Japan News sagte er, er habe die Gruppe gegründet, weil er „ein System schaffen wollte, das die Leute dazu ermutigt, proaktiv nach Informationen zu suchen“ („wanted to create a system that would encourage people to proactively seek out information“). Izawa brach sein Studium im März 2019 ab; anschließend gründete er QuizKnock Co., Ltd. und beendete seine Mitarbeit in der TBS-Show Toudai King.